# ドリル園児
ドリル園児（どりるえんじ）は、主人公である幼稚園児マメピンとその周りの仲間たちで展開する物語を描いた、おおひなたごう原作のギャグ漫画。週刊少年チャンピオンで連載されていた。

## 概要
スイーツ幼稚園に通う豆田一太郎（マメピン）を中心に、4人の園児達がゆゆしき問題の解決策を考え、ツジツマを合わせていく。だが、ツジツマをあわせるたびに園長から貰っていたスタンプが10個たまってからは、段々ツジツマを合わせなくなった。

## 登場人物

### 仲良し四人組
マメピン／豆田 一太郎（まめだいちたろう）
主人公。右腕にドリルがついた男の子。ドリルと金時豆が大好きらしい。他人の部屋の模様替えをするのが趣味。
ミント
頭にミントの葉を乗っけてる女の子。マメピンのことが好きらしい。
ナベブタ
頭に鍋を乗せた男の子。夏場はニオイがきつい。
風車（かざぐるま）
顔に風車がついている男の子。ものしり。インテリぶっているが実はえも言われぬドスケベで、アゲハ先生のエプロンを着て悶絶、ミントちゃんの箸をなめる、女物のパンツをはく、近所のビデオ屋でアダルトビデオを貸してくれるまで十二時間座り込み、結局親を呼ばれて大目玉を食らうなどの逸話がある。

### その他
しゃちほ子
名古屋のしゃちほこのような顔をした女の子。『尾張の至宝』の異名を持つ。非常にいい加減な名古屋弁を話す。かまぼ子とたいてい一緒にいる。
かまぼ子
頭にかまぼこを乗せた、少しひねた性格の女の子。しゃちほ子とたいてい一緒にいる。一時期マメピンとつきあっていた。
おタヌキ
マンションの耐震強度を偽装したのがバレ、たぬき汁にされかかっていたところを、マメピンがタミフルと引き換えに助けた狸。その後はマメピンとすっかり親友になっている。スキーの腕前はプロ並み。アイコちゅわんこと上村愛子選手の大ファン。
モテスギ
女の子にもて過ぎて、むなしさを感じている美少年。バレンタインデーに、女の子達の執拗なチョコ攻勢のせいで精神が崩壊してしまった。
カマキリ少年
カマキリに育てられた嘘つき少年。極端な人間嫌い。アフリカ象ですら捕食してしまうという完全格闘家の体重100キロのカマキリや冬季オリンピックや魔太郎がくる!!などの嘘をつき、誰にも信用してもらえなくなる。
ねぐせ先生
いつも眠そうにしていて、寝癖がついたままで仕事をしている女の先生。満員電車で人の頭をベッドにして寝ながら通勤している。マメピン達の担任だったが、何の前触れもなくアゲハ先生と交代していた。
アゲハ先生
いつの間にかねぐせ先生に代わってマメピン達を担任するようになった、若くはつらつで美人な女の先生。髪型はショートカットで、首にアゲハチョウの刺青がある。いい男がなかなか見つからず苦悩している。
ツジツマン（園長）
ツジツマが合った時に現れるサングラスをかけた松田優作似の謎のヒーロー。しかしその正体が園長先生であることは周知の事実である。最近、血尿に悩んでいる。